# Sminthurinus carpathicus
Sminthurinus carpathicus is een springstaartensoort uit de familie van de Katiannidae. De wetenschappelijke naam van de soort is voor het eerst geldig gepubliceerd in 1966 door Rusek.